# O dwóch takich, co poszli w miasto
O dwóch takich, co poszli w miasto (ang. Harold and Kumar go to White Castle) – amerykańska komedia z 2004 roku w reżyserii Danny’ego Leinera.
Scenariusz do filmu napisali Jon Hurwitz i Hayden Schlossberg. Film zarobił 18 milionów dolarów w 2,163 kinach w USA, budżet filmu opiewał na 9 milionów dolarów. Potem jednak dalsze 60 milionów dolarów wpłynęło po wydaniu filmu na rynek DVD. W 2008 roku komedia doczekała się sequela Harold i Kumar uciekają z Guantanamo.

## Fabuła
Film opowiada o dwóch przyjaciołach palących marihuanę, którzy postanawiają udać się do restauracji typu fast food o nazwie White Castle. Droga tam wiedzie przez serie komicznych wydarzeń.

## Obsada
- John Cho jako Harold Lee: młody Amerykanin koreańskiego pochodzenia pracujący w banku, w swojej pierwszej w życiu pracy.
- Kal Penn jako Kumar Patel: Amerykanin pochodzenia hinduskiego. Jego rodzina zakłada, że zostanie lekarzem tak jak jego ojciec i brat. Lecz Kumar tego nie chce.
- Paula Garces jako Maria Quesa Dilla: piękna sąsiadka Harolda i Kumara, w której Harold zakochuje się.
- Neil Patrick Harris jako Neil Patrick Harris: Nieznajomy, była gwiazda serialu Doogie Howser, którego Harold i Kumar biorą na autostop, lecz który potem kradnie im auto.